# 5864 Montgolfier
Az 5864 Montgolfier (ideiglenes jelöléssel 1983 RC4) a Naprendszer kisbolygóövében található aszteroida. Norman Thomas fedezte fel 1983. szeptember 2-án.